# Особливі райони Токіо
Особливі райони Токіо (яп. 特別区, токубецу-ку; яп. 二十三区, нідзюсан-ку) — 23 адміністративні одиниці муніципалітетного рівня, що розташовані у столичній префектурі Токіо, Японія. Вони складають центр цієї префектури і є найбільш заселеною її частиною. Статус особливих районів столиці визначається 1 параграфом 281 статті «Закону Японії про місцеве самоврядування».
Зазвичай, коли говорять про «місто Токіо» мають на увазі ці 23 особливі райони, кожен з яких має практично такі самі права як окреме місто Японії. Фактично вони утворюють єдину урбаністичну конгломерацію. Райони мають свої виборні ради (区議会, куґікай) і голів районів (区長, кутьо), які прирівнюються до міських рад і мерів міст. Проте ці особливі райони не мають повної автономії як міста. Ряд важливих функцій, такі як водопостачання, каналізація, пожежна безпека, збір податків та інші є прерогативою префектурного уряду Токіо. Також, префектура дотує зі свого бюджету ті особливі райони. які не в змозі підтримувати власні адміністрації.

## Історія

23 особливих районів Токіо.

Слово «особливий» у назві 23 районів Токіо виділяє їх від решти районів (区) великих японських міст. До 1943 року райони міста Токіо не відрізнялись за своїм статусом від районів Кіото чи Осаки, проте через об'єднання Токійської міської адміністрації з Токійською префектурною у єдину столичну префектурну адміністрацію, 23 токійські райони опинилися під контролем префектури.
З 1970-х років особливі райони Токіо отримали самоврядну адміністрацію і значно більше автономних прав ніж райони інших японських міст, що перетворило їх на практично незалежні міста. У 2000 році Парламент Японії визначив столичні райони як місцеві самоврядні одиниці (地方公共団体, тіхо кокю дантай), надавши їм статус подібний до міського.

## Особливості
Територія особливих районів різна (від 10 до 60 км²), а населення розміщено нерівномірно (від 40 000 до 830 000 жителів). Деякі з них, які прилягають до моря, намагаються збільшити свою площі і кількість мешканців спорудженням штучних островів. Сетаґая має найбільше населення, а сусідній район Ота — найбільшу площу.
Загальна кількість мешканців 23 особливих районів Токіо становила 8 637 098 особи на червень 2007 року , що становить дві третини населення префектури Токіо і чверть жителів регіону Південного Канто. Густота населення становить 13 800 осіб на 1 км².

## Список
Статистичні дані префектури Токіо з площі подано на 1 жовтня 2008, з населення — на 1 липня 2011. (Площа — км², Густота — осіб/км²)
| №  | Прапор |          |          | Площа | Населення | Густота  |
| 01 |        | Адаті    | 足立区   | 53,20 | 686 004   | 12 894,8 |
| 02 |        | Аракава  | 荒川区   | 10,20 | 205 194   | 20 117,1 |
| 03 |        | Бункьо   | 文京区   | 11,31 | 208 226   | 18 410,8 |
| 04 |        | Едоґава  | 江戸川区 | 49,86 | 679 133   | 13 620,8 |
| 05 |        | Ітабаші  | 板橋区   | 32,17 | 534 282   | 16 608,1 |
| 06 |        | Кацушіка | 葛飾区   | 34,84 | 443 521   | 12 730,2 |
| 07 |        | Кіта     | 北区     | 20,59 | 334 226   | 16 232,4 |
| 08 |        | Кото     | 江東区   | 39,94 | 464 676   | 11 634,4 |
| 09 |        | Меґуро   | 目黒区   | 14,70 | 269 469   | 18 331,2 |
| 10 |        | Мінато   | 港区     | 20,34 | 206 374   | 10 146,2 |
| 11 |        | Накано   | 中野区   | 15,59 | 313 760   | 20 125,7 |
| 12 |        | Неріма   | 練馬区   | 48,16 | 716 931   | 14 886,4 |
| 13 |        | Ота      | 大田区   | 59,46 | 694 788   | 11 685   |
| 14 |        | Сетаґая  | 世田谷区 | 58,08 | 881 137   | 15 171,1 |
| 15 |        | Шібуя    | 渋谷区   | 15,11 | 206 081   | 13 638,7 |
| 16 |        | Шінаґава | 品川区   | 22,72 | 367 407   | 16 171,1 |
| 17 |        | Шіндзюку | 新宿区   | 18,23 | 324 824   | 17 818,1 |
| 18 |        | Суґінамі | 杉並区   | 34,02 | 549 710   | 16 158,4 |
| 19 |        | Суміда   | 墨田区   | 13,75 | 247 932   | 18 031,4 |
| 20 |        | Тайто    | 台東区   | 10,08 | 177 385   | 17 597,7 |
| 21 |        | Тійода   | 千代田区 | 11,64 | 47 591    | 4088,6   |
| 22 |        | Тошіма   | 豊島区   | 13,01 | 286 684   | 22 035,7 |
| 23 |        | Тюо      | 中央区   | 10,18 | 125 467   | 12 324,9 |